# Смородина печальная
Сморо́дина печа́льная (лат. Ribes triste) — кустарник, вид растений рода Смородина (Ribes) семейства Крыжовниковые (Grossulariaceae).

## Распространение и экология
Распространена на севере Сибири, Дальнем Востоке, Камчатке, а также в Японии и Северной Америке.
Растет по берегам горных рек и ручьев, в лесах, на скалистых россыпях, реже — на болотах, одиночно и куртинами.

## Ботаническое описание
Приземистый листопадный кустарник высотой до 70 см. Побеги красно-коричневые, распростёртые, молодые со слабым опушением. Кора сильно шелушится и отслаивается большими пластинками.
Листья плотные, округлого очертания, 3—5-лопастные, в основании усечённые, обычно голые с обеих сторон. Длина листа до 6 см, ширина — до 8 см. Лопасти туповатые.
Цветки грязно-пурпурные, с плоским блюдцеобразным гипантием, собраны в рыхлые кистевидные соцветия. Время цветения — июнь.
Плоды — светло-красные ягоды, 6—10 мм в диаметре, кислые, но съедобные. Созревают в августе.

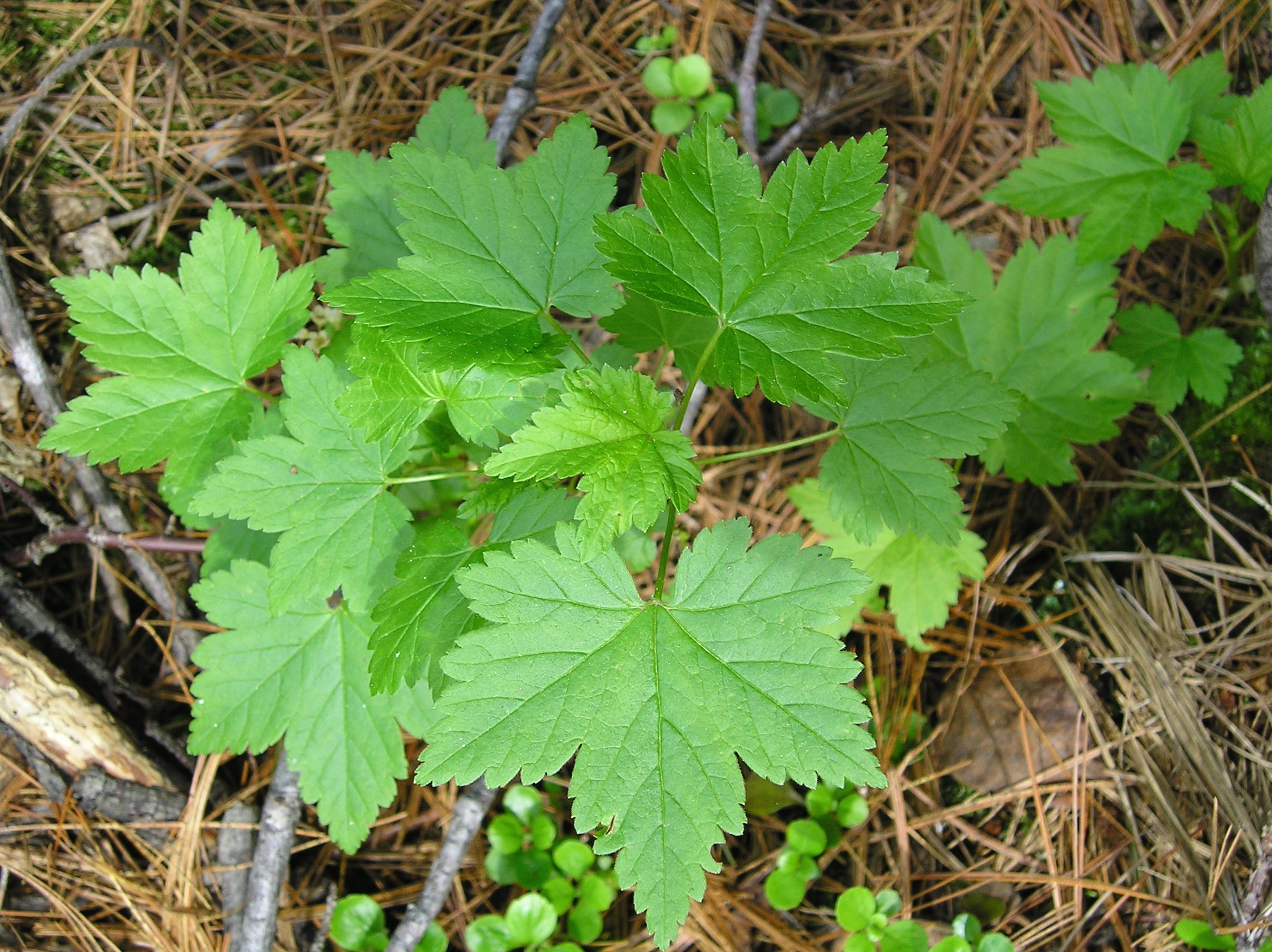
Листья
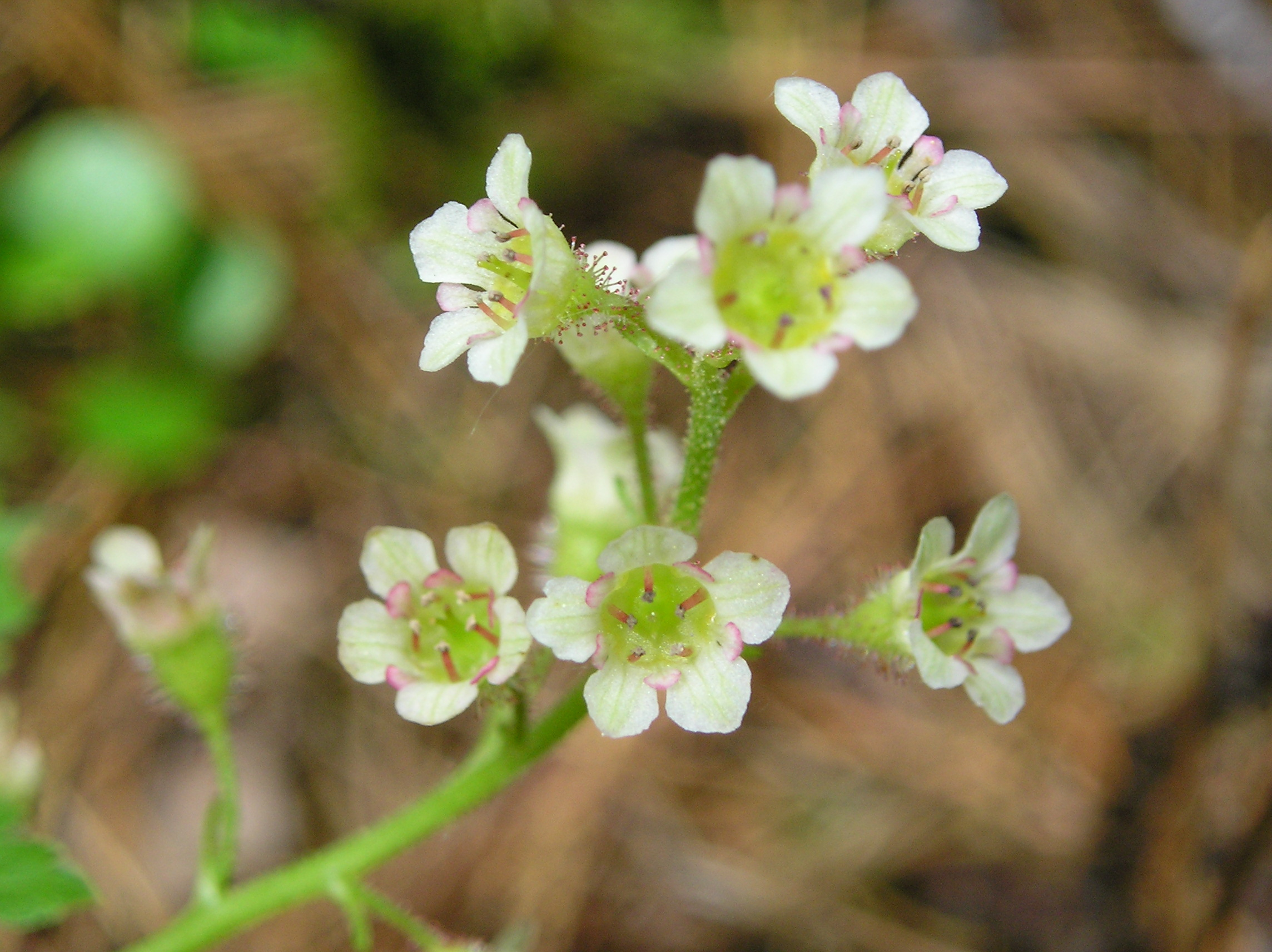
Цветки
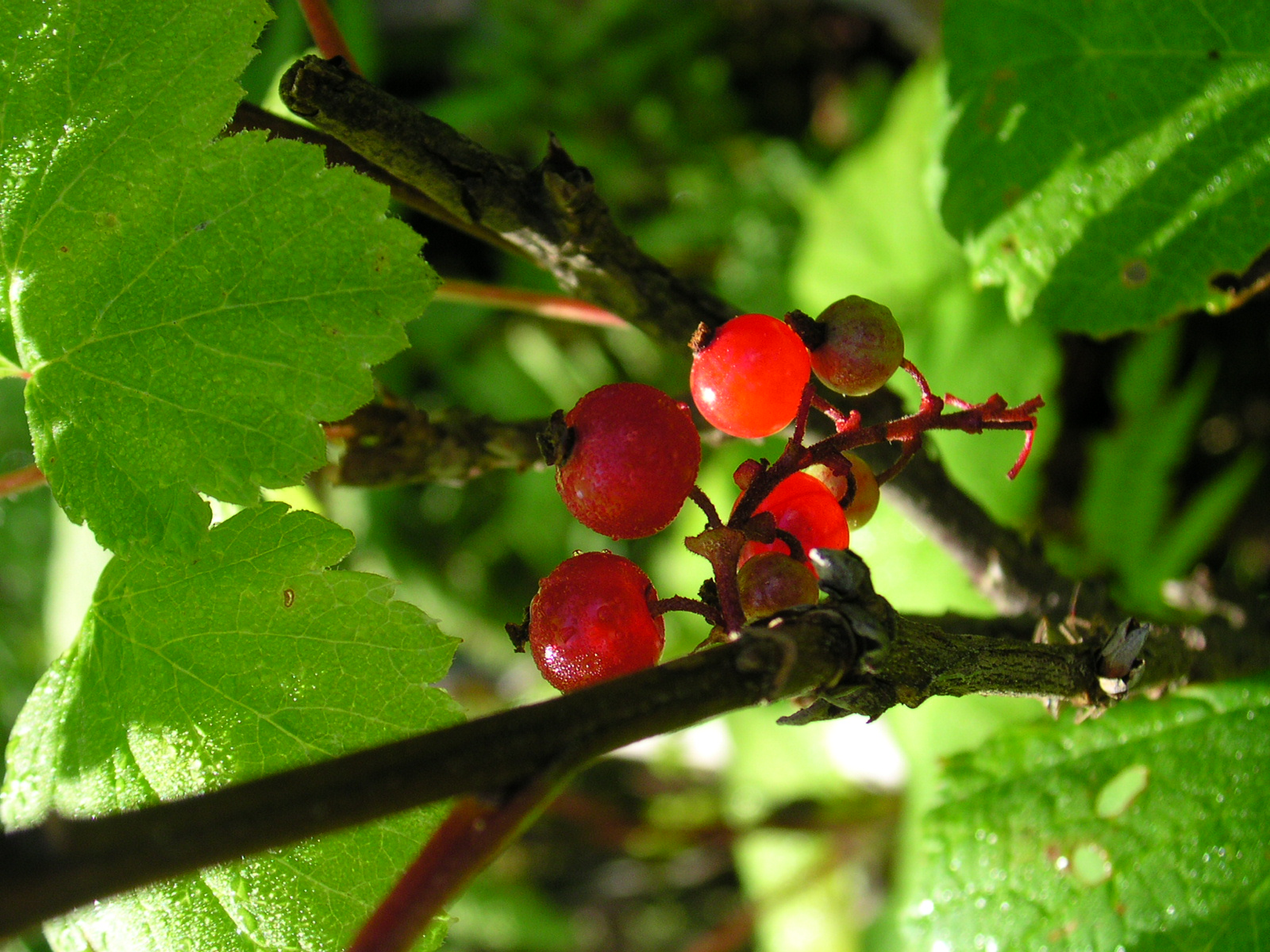
Ягоды
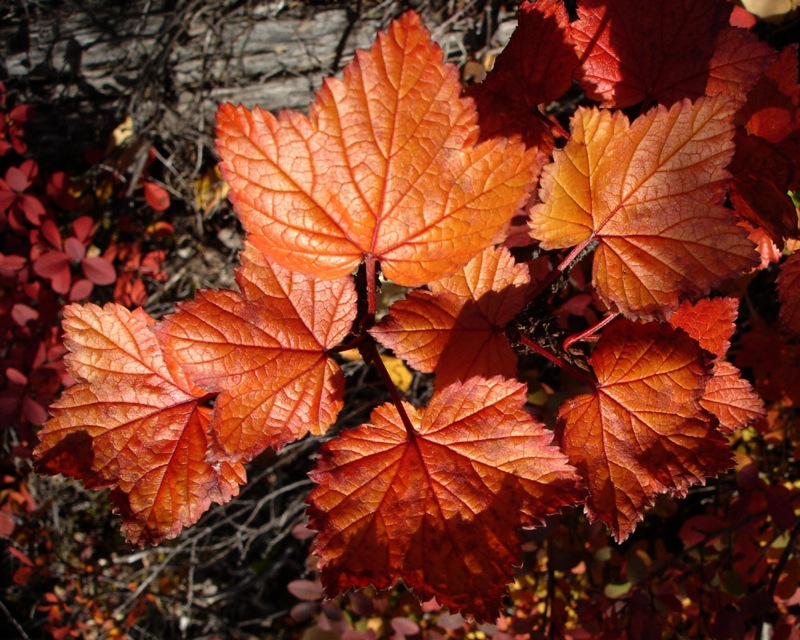
Листья осенью

## Значение и применение
Хорошо поедается северным оленем (Rangifer tarandus).